# Lynn Austin
Lynn Austin (Florida, 1949) is een Amerikaanse schrijfster van christelijke romans. Veel van haar boeken zijn ook in het Nederlands vertaald. Met op dat moment 250.000 verkochte boeken was zij in 2008 de 'best verkopende auteur op de christelijke markt' in Nederland, en in augustus 2004 stonden vier boeken van Austin in de 'boekentoptien fictie' van het Reformatorisch Dagblad.
Austin groeide op als dochter van een bibliothecaresse. Ze las veel maar miste naar eigen zeggen God en het geloof in de boeken die ze las. Het verschijnen van de serie Zion Chronicles van Bodie Thoene was voor haar de aanleiding om zelf te gaan schrijven. In 1995 werd haar eerste roman gepubliceerd. Enkele van haar boeken zijn bijbels-historische romans en veel andere van haar boeken zijn als historische fictie te beschrijven, en spelen zich bijvoorbeeld af ten tijde van de Amerikaanse Burgeroorlog. Ze richt zich in haar werk niet specifiek op een vrouwelijk publiek, maar het is wel die groep die vooral wordt aangesproken door haar werk.
In de Verenigde Staten werden meerdere van haar boeken bekroond met een Christy Award, een serie prijzen voor de beste werken van 'christelijke auteurs'.

## Vertaalde titels
- Hizkia, God is mijn sterkte (Oorspronkelijke titel: The Lord Is My Strength, 1995) [serie: Hizkia / Chronicles of the Kings, deel 1]
- Hizkia, God is mijn lied (Oorspronkelijke titel: The Lord Is My Song, 1996) [serie: Hizkia / Chronicles of the Kings, deel 2]
- Hizkia, God is mijn redding (Oorspronkelijke titel: The Lord Is My Salvation, 1996) [serie: Hizkia / Chronicles of the Kings, deel 3]
- Laatste vlucht (Oorspronkelijke titel: Fly Away, 1996)
- Manasse, de God van mijn vader (Oorspronkelijke titel: My Father's God, 1997) [serie: Manasse / Chronicles of the Kings, deel 4]
- Manasse, de God van mijn volk (Oorspronkelijke titel: Among the Gods , 1998) [serie: Manasse / Chronicles of the Kings, deel 5]
- Eva's dochters (Oorspronkelijke titel: Eve’s Daughters, 1999)
- Toevlucht (Oorspronkelijke titel: Wings of Refuge, 2000)
- De boomgaard (Oorspronkelijk titel: Hidden Places, 2001) *Christy Award winner*
- Bevrijdend Licht (Oorspronkelijke titel: Candle in the Darkness, 2003) [serie: Amerikaanse Burgeroorlog / Refiner's Fire, deel 1] *Christy Award winner*
- Donker vuur (Oorspronkelijke titel: Fire By Night, 2004) [serie: Amerikaanse Burgeroorlog / Refiner's Fire, deel 2] *Christy Award winner*
- Vlam van hoop (Oorspronkelijke titel: A Light to my Path, 2004) [serie: Amerikaanse Burgeroorlog / Refiner's Fire, deel 3]
- Het huis van mijn moeder (Oorspronkelijke titel: All She Ever Wanted, 2005)
- Eigen wegen (oorspronkelijke titel: A Woman's Place, 2006)
- Ware liefde (Oorspronkelijke titel: A Proper Pursuit, 2007) *Christy Award winner*
- Eindelijk thuis (Oorspronkelijke titel: Until We Reach Home, 2008) *Christy Award winner*
- Tegen de stroom in (Oorspronkelijke titel: Though Waters Roar, 2009) *Christy Award winner*
- Ver bij jou vandaan (Oorspronkelijke titel: While We’re Far Apart, 2010) *Christy Award winner*
- In Wonderland (Oorspronkelijke titel: Wonderland Creek, 2011) *Christy Award winner*
- De plantage (Oorspronkelijke titel: All Things New, 2012)
- Lopen op het water (Oorspronkelijke titel: Pilgrimage, 2013)
- Zacharia keer terug (Oorspronkelijke titel: Return To Me, 2013) [serie: Wederopbouw van Jeruzalem / The Restoration Chronicles, deel 1]
- Die vreemdeling (2014)
- Ezra, leid Mijn volk (Oorspronkelijke titel: Keepers of the covenant , 2014) [serie: Wederopbouw van Jeruzalem / The Restoration Chronicles, deel 2]
- Nehemia, bouw op mij (Oorspronkelijke titel: On This Foundation, 2015) [serie: Wederopbouw van Jeruzalem / The Restoration Chronicles, deel 3]
- Dochters van de kust (2016)